# Анте Юрич
Анте Юрич (англ. Ante Jurić, нар. 11 листопада 1973, Канберра) — австралійський футболіст, що грав на позиції захисника. По завершенні ігрової кар'єри — тренер.
Виступав, зокрема, за клуб «Сідней Олімпік», а також національну збірну Австралії.

## Клубна кар'єра
У дорослому футболі дебютував 1991 року виступами за команду «Канберра Дікін», в якій провів два сезони, взявши участь у 26 матчах Суперліги Нового Південного Уельсу.
1993 року Юрич перейшов у «Мельбурн Найтс» з Національної футбольної ліги (НФЛ), вищого дивізіону країни, але закріпитись не зумів і зігравши один матч повернувся на регіональний рівень у «Фавкнер Блюз» з Прем'єр-ліги штату Вікторія.
У сезоні 1994/95 грав за «Сідней Олімпік» у НФЛ, після чого відправився у португальську «Бенфіку» (Каштелу-Бранку) з третього дивізіону країни. Згодом з 1996 по 2001 рік грав на батьківщині за клуби «Канберра Космос», «АПІА Лейхгардт» та «Сідней Олімпік».
У 2001 році він підписав контракт з норвезьким «Молде» з вищого дивізіону країни, але заграти не зумів і незабаром повернувся у «Сідней Олімпік», з яким 2002 року став переможцем Національної футбольної ліги, ставши чемпіоном Австралії.
Протягом 2003—2007 років захищав кольори малазійських клубів «Джохор Дарул Тазім» та «Паханг», після чого став виступати за «Сідней Юнайтед».
Завершив ігрову кар'єру у команді «Пенріт Непін Юнайтед» з Прем'єр-ліги Нового Південного Уельсу, за яку виступав протягом 2008 року.

## Виступи за збірні
Протягом 1992—1994 років залучався до складу молодіжної збірної Австралії, з якою посів 4 місце а домашньому молодіжному чемпіонаті світу 1993 року. Всього на молодіжному рівні зіграв у 29 офіційних матчах.
8 липня 2002 року дебютував в офіційних матчах у складі національної збірної Австралії в матчі Кубка націй ОФК 2002 року у Новій Зеландії з Новою Каледонією (11:0). Загалом у на турнірі зіграв у чотирьох матчах і забив 1 гол у грі проти Фіджі (8:0) і разом з командою здобув «срібло». В подальшому за збірну не грав.

## Кар'єра тренера
Юрич розпочав тренерську кар'єру помічником тренера жіночої команди «Сідней», в сезонах W-Ліги 2008 та 2009 років. Після цього Юрич тренував команду Прем'єр-ліги Нового Південного Уельсу «Пенріт Непін Юнайтед» у 2009 році. Того ж року очолив юнацьку збірну Австралії до 13 та 14 років.
У квітні 2009 року Юрич був призначений на посаду тренера юнацької збірної Австралії до 13/14 років.
У червні 2017 року Юрич був призначений головним тренером жіночої команди «Сідней».

## Титули і досягнення
- Срібний призер Кубка націй ОФК: 2002